# Licurgo (nome)
Licurgo  è un nome proprio di persona italiano maschile.

## Varianti
- Femminili: Licurga[1]

### Varianti in altre lingue
- Catalano: Licurg[5]
- Francese: Lycurgue
- Greco antico: Λυκοεργος (Lykóergos)[1][2], Λυκοῦργος (Lykoûrgos)[6], Λυκῦργος (Lykûrgos)[1][2]
- Latino: Lycurgus[1][6]
- Polacco: Likurg
- Portoghese: Licurgo
- Russo: Ликург (Likurg)
- Spagnolo: Licurgo[5]
- Ungherese: Lükurgosz

## Origine e diffusione

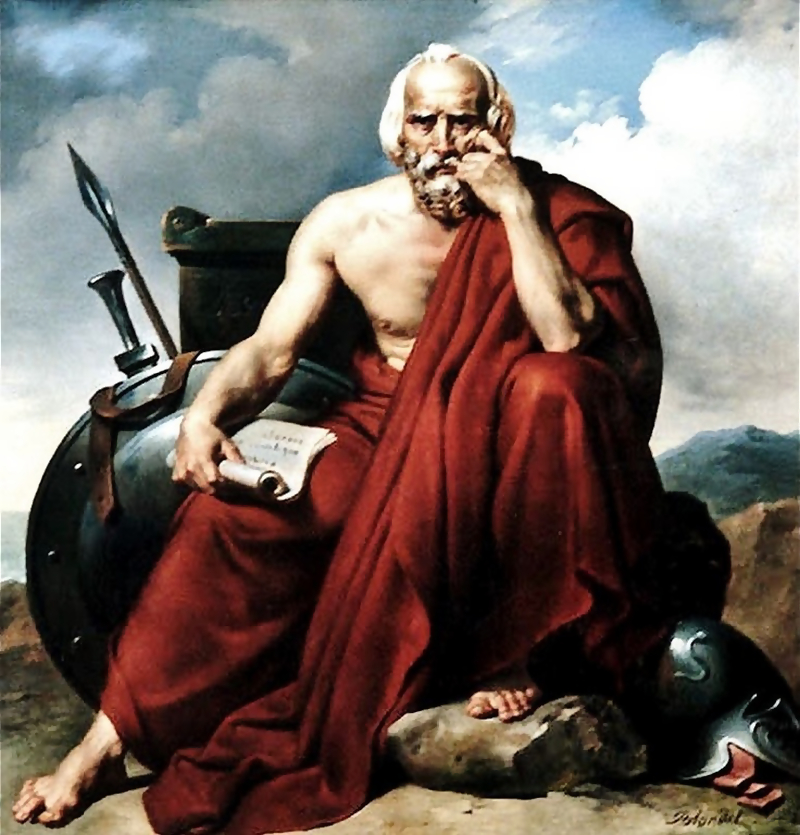
Licurgo dipinto da Merry-Joseph Blondel

Deriva dall'antico nome greco Λυκοῦργος (Lykoûrgos), poi contratto in Λυκῦργος (Lykûrgos) e assunto in latino come Lycurgus. L'etimologia è dibattuta: il primo elemento del nome potrebbe essere λυκο- (lyko-), variante di λευκός (leukòs, "luminoso") oppure λύκος (lýkos, "lupo", al genitivo λυκου, lykou), mentre il secondo potrebbe essere ἔργον (érgon, "lavoro") oppure εἴργω (eirgo, "tenere lontano", "cacciare"); il nome viene quindi interpretato in varie maniere, come "creatore di luce", "opera dei lupi", "lavoro dei lupi", "che tiene lontani i lupi", "che protegge dai lupi", "cacciatore di lupi" (lo stesso di Arpalice) o anche "colui che agisce come un lupo".
Secondo alcune fonti, si tratterebbe di due etimologie sovrapposte: la più antica corrispondente a lyko- ed ergon, e la più recente, e forse paretimologica, corrispondente a lykos ed ergein.
Il nome venne portato da numerosi personaggi della mitologia e della storia greca, che ne hanno assicurato la diffusione, fra cui spiccano Licurgo, il primo legislatore spartano, e Licurgo, celebre oratore ateniese. In Italia è attestato prevalentemente al Nord e al Centro, specie in Toscana.

## Onomastico
Il nome è adespota, ossia privo di santo patrono; l'onomastico si può festeggiare eventualmente il 1º novembre, festa di Ognissanti.

## Persone
- Licurgo, legislatore spartano
- Licurgo, re di Sparta
- Licurgo, politico e oratore ateniese
- Licurgo Angelo Fava, partigiano italiano
- Licurgo Sommariva, pittore italiano